# Copa Europeia/Sul-Americana de 1999
A Copa Europeia/Sul-Americana de 1999, também conhecida como Copa Toyota e Copa Intercontinental, foi a 38.ª edição da competição, disputada em jogo único no Estádio Olímpico de Tóquio, em 30 de novembro de 1999, entre o Manchester United, da Inglaterra, campeão da Liga dos Campeões da UEFA e o Palmeiras, do Brasil, campeão da Copa Libertadores da América.
Em 27 de outubro de 2017, após uma reunião realizada na Índia, o Conselho da FIFA reconheceu os vencedores da Copa Intercontinental como campeões mundiais.
Assim, o Manchester United foi campeão mundial ao vencer o Palmeiras por 1 a 0 com gol de Roy Keane após falha do goleiro Marcos. A conquista serviu para coroar ainda mais a equipe que havia ganhado a Tríplice coroa na temporada 1998–99.

## História
O Palmeiras tinha Alex como camisa 10, era o grande craque do time. Tinha também nomes importantes como Marcos, Arce , César Sampaio e Zinho, além de Paulo Nunes e Asprilla – este último um reforço para o Intercontinental, não estava no time campeão da América no primeiro semestre do ano. Comandado por Luiz Felipe Scolari, o time chegava forte à disputa. O Palmeiras chegava forte, mas teria do outro lado um adversário com prestígio e com força.
O Manchester United era basicamente o time campeão da Champions League, com exceção do goleiro Peter Schmeichel, que deixou o clube após a conquista. O titular foi Mark Bosnich e os Diabos Vermelhos atuaram com o meio-campo recheado, em vez dos dois atacantes de costume: Mark Bosnich; Gary Neville, Mikael Silvestre, Jaap Stam e Denis Irwin; Nicky Butt, Roy Keane, Paul Scholes, David Beckham e Ryan Giggs; Dwight Yorke, que era titular normalmente, estava no banco. Andy Cole ficou fora, machucado. O técnico, como foi durante 26 anos desde 1986, era Alex Ferguson.

## A partida
O gol de Roy Keane, aos 35 minutos, veio depois de uma grande jogada de Ryan Giggs pelo lado esquerdo. O galês chegou à linha de fundo, cruzou alto, Marcos saiu mal do gol, pulou para desviar a bola mas não a alcançou, e o meio-campista irlandês chegou para tocar de pé direito para o fundo da rede e marcar.

Depois do gol, o Manchester United viu o Palmeiras jogar, pressionar e tentar muitas vezes o gol de empate.  Alex, que já tinha perdido uma chance no começo do jogo, foi o nome em foco. O Palmeiras pressionou  muito e teve grandes chances com Oséas, Asprilla e Alex. O camisa 10 também teve um gol anulado em lance que foi contestado até hoje pela torcida palmeirense.  
| Confederação | Equipe            | Classificação                                   | Participação |
| ------------ | ----------------- | ----------------------------------------------- | ------------ |
| CONMEBOL     | Palmeiras         | Campeão da Copa Libertadores da América de 1999 | 1ª           |
| UEFA         | Manchester United | Campeão da Liga dos Campeões da UEFA de 1998–99 | 2ª           |

## Chaveamento
|  | A Classificação[NOTA] | A Classificação[NOTA] | A Classificação[NOTA] | A Classificação[NOTA] |   |                   | Copa Intercontinental | Copa Intercontinental | Copa Intercontinental | Copa Intercontinental |
|  |                       |                       |                       |                       |   |                   |                       |                       |                       |                       |
|  | Manchester United     | 2                     | –                     | –                     |   |                   |                       |                       |                       |                       |
|  | Bayern de Munique     | 1                     | –                     | –                     |   |                   |                       |                       |                       |                       |
|  | Bayern de Munique     | 1                     | –                     | –                     |   | Manchester United | 1                     | –                     | –                     |                       |
|  |                       |                       |                       |                       |   | Manchester United | 1                     | –                     | –                     |                       |
|  |                       | Palmeiras             | 0                     | –                     | – |                   |                       |                       |                       |                       |
|  | Palmeiras (pen)       | Palmeiras             | 0                     | –                     | – | 0                 | 2                     | 2 (4)                 |                       |                       |
|  | Palmeiras (pen)       |                       |                       |                       |   | 0                 | 2                     | 2 (4)                 |                       |                       |
|  | Deportivo Cali        | 1                     | 1                     | 2 (3)                 |   |                   |                       |                       |                       |                       |

Notas
- NOTA^  Essas partidas não foram realizadas pela Copa Intercontinental. Ambas as partidas foram realizadas pelas finais da Liga dos Campeões da Europa e Copa Libertadores da América daquele ano.

## Final
| 30 de novembro de 1999 | Manchester United | 1 – 0 | Palmeiras | Estádio Nacional, Tóquio, Japão      |
|                        | Roy Keane 35'     |       |           | Público: 53,372 Árbitro: Helmut Krug |

| Manchester United | Palmeiras |

| GK             | 1  | Mark Bosnich     |     |     |
| RB             | 2  | Gary Neville     |     | 81' |
| LB             | 3  | Denis Irwin      |     |     |
| CB             | 6  | Jaap Stam        |     |     |
| CB             | 27 | Mikaël Silvestre | 79' |     |
| CM             | 16 | Roy Keane        |     |     |
| CM             | 8  | Nicky Butt       |     |     |
| RM             | 7  | David Beckham    |     |     |
| CM             | 18 | Paul Scholes     |     | 75' |
| LM             | 11 | Ryan Giggs       |     |     |
| CF             | 20 | Solskjaer        |     | 46' |
| Substituições: |    |                  |     |     |
| FW             | 19 | Dwight Yorke     |     | 46' |
| FW             | 23 | Teddy Sheringham |     | 75' |
| Técnico:       |    |                  |     |     |
| Alex Ferguson  |    |                  |     |     |

| GK                  | 1  | Marcos            |     |     |
| RB                  | 2  | Arce              |     |     |
| CB                  | 3  | Júnior Baiano     |     |     |
| CB                  | 4  | Roque Júnior      |     |     |
| LB                  | 6  | Júnior            |     |     |
| DB                  | 5  | César Sampaio     |     |     |
| DM                  | 15 | Galeano           |     | 54' |
| AM                  | 11 | Zinho             |     |     |
| AM                  | 10 | Alex              | 28' |     |
| CF                  | 20 | Faustino Asprilla |     | 56' |
| CF                  | 7  | Paulo Nunes       |     | 77' |
| Substituições:      |    |                   |     |     |
| FW                  | 17 | Evair             |     | 54' |
| FW                  | 9  | Oséas             |     | 56' |
| FW                  | 19 | Euller            |     | 77' |
| Técnico:            |    |                   |     |     |
| Luiz Felipe Scolari |    |                   |     |     |

## Campeão
| Copa Europeia/Sul-Americana de 1999 |
| ----------------------------------- |
| Manchester United (1º título)       |